# Pseudocatalpa
Pseudocatalpa é um género botânico pertencente à família Bignoniaceae.

## Espécies
Pseudocatalpa caudiculata

## Nome e referências
Pseudocatalpa (Standl. ) A.H.Gentry